# Jules Vander Stichelen
Jules Edmond Vander Stichelen (Gent, 18 september 1822 - Brussel, 19 juli 1880) was een Belgisch liberaal politicus.

## Levensloop
Vander Stichelen was een zoon van de douaneverificateur Charles Vanderstichelen en van Marie-Caroline Doop. Hij trouwde met Louise Rogier, dochter van de diplomaat Firmin Rogier, broer van Charles Rogier. Ze kregen vier kinderen.
Hij promoveerde tot doctor in de rechten (1846) aan de universiteit van Gent. Hij vestigde zich als advocaat.
Hij was liberaal gemeenteraadslid van Gent (1851-1854). In 1857 werd hij verkozen tot liberaal volksvertegenwoordiger voor het arrondissement Gent en vervulde dit mandaat tot in 1870. Nadien werd hij niet meer verkozen.
Hij werd minister van openbare werken (1859-1868) en van buitenlandse zaken (1868-1870). Nadien werd hij nog gouverneur van de Nationale Bank van België (1878-1880).